# کانستانتسین لوکاشیک
کانستانتسین لوکاشیک (بلاروسی: Канстанцін Леонідовіч Лукашык, Kanstancin Leonidovič Łukašyk؛ زادهٔ ۱۸ سپتامبر ۱۹۷۵)  تیرانداز اهل بلاروس بود.
وی در مسابقات کشوری و بین‌المللی در مجموع برندهٔ ۱ مدال طلا شده‌است.